# MLW World Heavyweight Championship
Le MLW World Heavyweight Championship (que l'on peut traduire par championnat du monde poids lourd de la MLW) est un championnat de catch utilisé par la Major League Wrestling (MLW). Il est créé le 15 juin 2002 où un tournoi a lieu pour désigner le premier champion. Shane Douglas le remporte après sa victoire face à Vampiro et Taiyō Kea. Depuis sa création, onze catcheurs ont détenu ce titre qui a été vacant deux fois.

## Histoire
Le titre a été présenté le 15 juin 2002 lors de MLW Genesis où la Major League Wrestling organise un tournoi pour désigner le premier champion du monde poids lourd de la MLW. Les participants sont :
- Steve Corino[1]
- Christopher Daniels[1]
- Shane Douglas[1]
- Taiyō Kea[1]
- Jerry Lynn[1]
- La Parka[1]
- Vampiro[1]
- The Wall (en)[1]

En demi-finale, Taiyō Kea et Vampiro n'arrivent pas à se départager. Ils participent tous deux en finale où ils perdent face à Shane Douglas. La MLW lui retire le titre le 13 septembre. Satoshi Kojima lui succède 13 jours plus tard après sa victoire face à Jerry Lynn. Le 20 juin 2003, Mike Awesome met fin au règne de Kojima et perd son titre face à Steve Corino juste après son combat face au catcheur japonais. En 2004, la MLW ferme ses portes.
La MLW organise à nouveau des spectacles courant 2017 et annonce le 15 janvier 2018 qu'un tournoi va être organisé pour désigner le nouveau champion du monde poids lourd. Les participants sont :
- Matt Riddle[7]
- Jeff Cobb[7]
- MVP[7]
- Tom Lawlor[7]
- Shane Strickland[7]
- Brody King[7]
- Jimmy Havoc[7]
- Maxwell Jacob Friedman[7]

Le 28 février, la MLW annonce que Tom Lawlor est blessé et ACH le remplace.
|  | Quarts de finale       | Quarts de finale       | Quarts de finale      | Quarts de finale      |                  |                  | Demi-finales       | Demi-finales       | Demi-finales       | Demi-finales       |  |  | Finale               | Finale               | Finale               | Finale               |
|  |                        |                        |                       |                       |                  |                  |                    |                    |                    |                    |  |  |                      |                      |                      |                      |
|  | Orlando, le 8 février  | Orlando, le 8 février  | Orlando, le 8 février | Orlando, le 8 février |                  |                  | Orlando, le 8 mars | Orlando, le 8 mars | Orlando, le 8 mars | Orlando, le 8 mars |  |  | Orlando, le 12 avril | Orlando, le 12 avril | Orlando, le 12 avril | Orlando, le 12 avril |
|  | Orlando, le 8 février  | Orlando, le 8 février  | Orlando, le 8 février | Orlando, le 8 février |                  |                  | Orlando, le 8 mars | Orlando, le 8 mars | Orlando, le 8 mars | Orlando, le 8 mars |  |  | Orlando, le 12 avril | Orlando, le 12 avril | Orlando, le 12 avril | Orlando, le 12 avril |
|  | MVP                    | MVP                    | 10:44                 | 10:44                 |                  |                  | Orlando, le 8 mars | Orlando, le 8 mars | Orlando, le 8 mars | Orlando, le 8 mars |  |  | Orlando, le 12 avril | Orlando, le 12 avril | Orlando, le 12 avril | Orlando, le 12 avril |
|  | MVP                    | MVP                    | 10:44                 | 10:44                 |                  |                  | Orlando, le 8 mars | Orlando, le 8 mars | Orlando, le 8 mars | Orlando, le 8 mars |  |  | Orlando, le 12 avril | Orlando, le 12 avril | Orlando, le 12 avril | Orlando, le 12 avril |
|  | Tom Lawlor             | Tom Lawlor             | Tombé                 | Tombé                 |                  |                  | Orlando, le 8 mars | Orlando, le 8 mars | Orlando, le 8 mars | Orlando, le 8 mars |  |  | Orlando, le 12 avril | Orlando, le 12 avril | Orlando, le 12 avril | Orlando, le 12 avril |
|  | Tom Lawlor             | Tom Lawlor             | Tombé                 | Tombé                 | ACH              | ACH              | -                  | -                  |                    |                    |  |  | Orlando, le 12 avril | Orlando, le 12 avril | Orlando, le 12 avril | Orlando, le 12 avril |
|  | Orlando, le 8 février  |                        |                       |                       | ACH              | ACH              | -                  | -                  |                    |                    |  |  | Orlando, le 12 avril | Orlando, le 12 avril | Orlando, le 12 avril | Orlando, le 12 avril |
|  |                        |                        | Matt Riddle           | Matt Riddle           | Soumission       | Soumission       |                    |                    |                    |                    |  |  | Orlando, le 12 avril | Orlando, le 12 avril | Orlando, le 12 avril | Orlando, le 12 avril |
|  | Matt Riddle            | Matt Riddle            | Matt Riddle           | Matt Riddle           | Soumission       | Soumission       | Tombé              | Tombé              |                    |                    |  |  | Orlando, le 12 avril | Orlando, le 12 avril | Orlando, le 12 avril | Orlando, le 12 avril |
|  | Matt Riddle            | Matt Riddle            | Orlando, le 8 mars    |                       |                  |                  | Tombé              | Tombé              |                    |                    |  |  | Orlando, le 12 avril | Orlando, le 12 avril | Orlando, le 12 avril | Orlando, le 12 avril |
|  | Jeff Cobb              | Jeff Cobb              | 13:40                 | 13:40                 |                  |                  |                    |                    |                    |                    |  |  | Orlando, le 12 avril | Orlando, le 12 avril | Orlando, le 12 avril | Orlando, le 12 avril |
|  | Jeff Cobb              | Jeff Cobb              | 13:40                 | 13:40                 | Matt Riddle      | Matt Riddle      | -                  | -                  |                    |                    |  |  |                      |                      |                      |                      |
|  | Orlando, le 8 février  |                        |                       |                       | Matt Riddle      | Matt Riddle      | -                  | -                  |                    |                    |  |  |                      |                      |                      |                      |
|  |                        |                        | Shane Strickland      | Shane Strickland      | Tombé            | Tombé            |                    |                    |                    |                    |  |  |                      |                      |                      |                      |
|  | Shane Strickland       | Shane Strickland       | Shane Strickland      | Shane Strickland      | Tombé            | Tombé            | Tombé              | Tombé              |                    |                    |  |  |                      |                      |                      |                      |
|  | Shane Strickland       | Shane Strickland       |                       |                       |                  |                  |                    |                    |                    |                    |  |  |                      |                      |                      |                      |
|  | Brody King             | Brody King             | 10:53                 | 10:53                 |                  |                  |                    |                    |                    |                    |  |  |                      |                      |                      |                      |
|  | Brody King             | Brody King             | 10:53                 | 10:53                 | Shane Strickland | Shane Strickland | Tombé              | Tombé              |                    |                    |  |  |                      |                      |                      |                      |
|  | Orlando, le 8 février  |                        |                       |                       | Shane Strickland | Shane Strickland | Tombé              | Tombé              |                    |                    |  |  |                      |                      |                      |                      |
|  |                        |                        | Jimmy Havoc           | Jimmy Havoc           | -                | -                |                    |                    |                    |                    |  |  |                      |                      |                      |                      |
|  | Jimmy Havoc            | Jimmy Havoc            | Jimmy Havoc           | Jimmy Havoc           | -                | -                | Tombé              | Tombé              |                    |                    |  |  |                      |                      |                      |                      |
|  | Jimmy Havoc            | Jimmy Havoc            |                       |                       |                  |                  |                    | Tombé              |                    |                    |  |  |                      |                      |                      |                      |
|  | Maxwell Jacob Friedman | Maxwell Jacob Friedman | 9:36                  | 9:36                  |                  |                  |                    |                    |                    |                    |  |  |                      |                      |                      |                      |
|  | Maxwell Jacob Friedman | Maxwell Jacob Friedman | 9:36                  | 9:36                  |                  |                  |                    |                    |                    |                    |  |  |                      |                      |                      |                      |
|  |                        |                        |                       |                       |                  |                  |                    |                    |                    |                    |  |  |                      |                      |                      |                      |

| #  | Champion         | Règne | Date              | Durée                     | Lieu                         | Événement                         | Notes | Réf    |
| -- | ---------------- | ----- | ----------------- | ------------------------- | ---------------------------- | --------------------------------- | --- | ------ |
| 1  | Shane Douglas    | 1     | 15 juin 2002      | 2 mois et 29 jours        | Philadelphie (Pennsylvanie)  | MLW Genesis                       | Il bat Vampiro et Taiyō Kea en finale d'un tournoi pour devenir le premier champion.                                                                                                  | [ 2 ]  |
| #  | Vacant           | _     | 13 septembre 2002 | 13 jours                  | _                            | _                                 | | [ 3 ]  |
| 2  | Satoshi Kojima   | 1     | 26 septembre 2002 | 8 mois et 25 jours        | New York (New York)          | MLW Reload                        | Il bat Jerry Lynn pour remporter le titre vacant. | [ 4 ]  |
| 3  | Mike Awesome     | 1     | 20 juin 2003      | moins d’un jour           | Fort Lauderdale (Floride)    | MLW Hybrid Hell                   | | [ 5 ]  |
| 4  | Steve Corino     | 1     | 20 juin 2003      | NC                        | Fort Lauderdale (Floride)    | MLW Hybrid Hell                   | Il challenge Mike Awesome après la victoire de ce dernier sur Satoshi Kojima. Corino a affirmé qu'Awesome lui avait promis une chance au titre avant sa victoire quand il le voulait. | [ 5 ]  |
| #  | Vacant           | _     | 2004              | NC                        | _                            | _                                 | La MLW ferme ses portes. | [ 3 ]  |
| 5  | Shane Strickland | 1     | 12 avril 2018     | 3 mois                    | Orlando (Floride)            | MLW The World Championship Finals | Il bat Matt Riddle en finale d'un tournoi. | [ 12 ] |
| 6  | Low Ki           | 1     | 12 juillet 2018   | 7 mois                    | Orlando, Floride             | MLW Fusion                        | Diffusé le 20 juillet. | [ 13 ] |
| 7  | Tom Lawlor       | 1     | 2 février 2019    | 5 mois et 4 jours         | Philadelphie (Pennsylvanie)  | MLW Fusion #43 - MLW Live         | | [ 14 ] |
| 8  | Jacob Fatu       | 1     | 6 juillet 2019    | 2 ans, 2 mois et 26 jours | Cicero (Illinois)            | MLW Kings of Colosseum            | | [ 15 ] |
| 9  | Alex Hammerstone | 1     | 2 octobre 2021    | 1 an, 9 mois et 6 jours   | Philadelphie (Pennsylvanie)  | MLW Fightland 2021                | Le championnat national toutes catégories de la MLW d'Hammerstone est alors en jeu.                                                                                                   | [ 16 ] |
| 10 | Alex Kane        | 1     | 8 juillet 2023    | 6 mois et 26 jours        | Philadelphie (Pennsylvanie)  | MLW Never Say Never 2023          | | [ 17 ] |
| 11 | Satoshi Kojima   | 2     | 3 février 2024    | 11 mois et 8 jours        | Philadelphie (Pennsylvanie)  | MLW SuperFight 2024               | | [ 16 ] |
| 12 | Matt Riddle      | 1     | 11 janvier 2025   | 2 mois et 26 jours        | North Richland Hills (Texas) | MLW Kings Of Colosseum 2025       | |        |

## Règnes combinés
| Signe | Notes                       |
| ----- | --------------------------- |
|       | Travaille toujours à la MLW |

| Rang | Champion              | Nombres de Règnes | Jours combinés |
| ---- | --------------------- | ----------------- | -------------- |
| 1.   | Jacob Fatu            | 1                 | 819 jours      |
| 2.   | Alexander Hammerstone | 1                 | 644 jours      |
| 3.   | Satoshi Kojima        | 2                 | 610 jours      |
| 4.   | Steve Corino          | 1                 | 235 jours      |
| 5.   | Alex Kane             | 1                 | 210 jours      |
| 6.   | Low Ki                | 1                 | 205 jours      |
| 7.   | Tom Lawlor            | 1                 | 154 jours      |
| 8.   | Shane Strickland      | 1                 | 91 jours       |
| 9.   | Shane Douglas         | 1                 | 90 jours       |
| 10.  | Matt Riddle           | 1                 | 85 jours+      |
| 11.  | Mike Awesome          | 1                 | <1             |